# Aurora Jiménez de Palacios
Aurora Jiménez de Palacios (Tecuala, Nayarit, 9 de septiembre de 1926 - 15 de abril de 1958) fue una política y abogada mexicana, quien formó parte del Partido Revolucionario Institucional. Fue la primera mexicana en ser electa para el cargo de diputada federal y ocupar un curul en la Cámara de Diputados, así como promotora del voto femenino en el país.

## Biografía
Su nombre completo fue Martha Aurora Jiménez Quevedo. Nació en Tecuala, Nayarit pero fue en Culiacán, Tepic y Michoacán donde cursó sus estudios primarios, y en el Distrito Federal donde terminó el Bachillerato de Ciencias Sociales en 1941.
Fue una de las pocas mujeres de su época que logró acceder a la educación universitaria y de 1941 a 1946 estudió en la Facultad de Economía de la Universidad de Guadalajara. Su tesis profesional, titulada El régimen de seguridad social en México, le valió la obtención del grado de licenciada en Derecho.
Jiménez radicó en la ciudad de Mexicali en Baja California desde 1947, año en el que contrajo matrimonio con José Cruz Palacios Sánchez, donde comenzó su trayectoria política y se involucró en el sindicalismo, apoyando la huelgas como las de la Cervecería Tecate en 1948 y las de la Compañía Jabonera del Pacífico. En 1949 ingresó a la Dirección General de Actividades Culturales y Artísticas del gobierno de Baja California e impartió clases en la que se convertiría en la Universidad Autónoma del estado.
En 1952 inició su carrera política que compaginó por algunos años con su labor como locutora en Baja California en la emisora XECL.

## Trayectoria política
En el año 1952 participó en la campaña política de los diputados constituyentes, iniciando así su participación en el Partido Revolucionario Institucional (PRI). En diversos mítines habló en del candidato del sindicato de trabajadores cinematográficos, Celedonio Apodaca.
Martha Aurora participó activamente en causas asociadas a los derechos laborales, así como en la lucha por el sufragio femenino en México. En el año 1953 formó parte de la Coalición Nacional Revolucionaria, organizando, junto con Emilia Barajas, Eva de Ayón y Cristina Mojica de Flores, un gran mitin de mujeres en la antigua Plaza de Toros de Mexicali, como parte de la campaña política de Adolfo Ruiz Cortines, al que acudieron unas 10 mil mujeres. Allí, se defendió el derecho de las mexicanas a votar y ser votadas en todos los cargos públicos.  Electo Ruiz Cortines presidente de la República, participó activamente en la campaña política de Braulio Maldonado para ocupar la primera gubernatura constitucional de Baja California.
En 1954 su esposo fue elegido primer presidente municipal del PRI en Mexicali y, al quedar vacante la diputación federal, se abrió la posibilidad de que Martha Aurora fuera candidata a diputada en el mismo año; en su campaña electoral atendió necesidades como la creación de comedores públicos para  braceros y formó un Proyecto de Ley llamado Proyección a la Infancia.
Al erigirse como estado del entonces Territorio Norte de Baja California fue elegida como la primera mujer diputada federal en México el 4 de julio de 1954, protestando para el cargo el 7 de septiembre del mismo año para formar parte del último periodo de la XLII Legislatura hasta 1955. Esto debido a que cuando era territorio federal, Baja California solo tenía derecho a elegir un único diputado, y al convertirse en estado tuvo derecho a elegir uno más.

Durante la conmemoración del Día Internacional de la mujer, la diputada Martha Aurora Jiménez intervino en la Cámara para referirse al gran compromiso que significa la participación de las mujeres en la política: 
"…Subo a la tribuna más alta del pueblo de México con voz emocionada, para decirles a ustedes compañeros diputados, cuánta razón tuvieron en aprobar las reformas constitucionales, para aceptar el derecho del voto a la mujer y concederle los mismos derechos cívicos que a los ciudadanos mexicanos. Porque quienes piensan que la mujer mexicana puede ser instrumento fácil de tendencias fanáticas se equivocan; la mujer obrera, la mujer campesina, con un sentido de solidaridad que solamente se logra en el dolor y en la pobreza, tendrá que estar ineludiblemente con el pueblo."
Martha Aurora Jiménez perdió la vida en un accidente aéreo el 15 de abril de 1958 a bordo de la avioneta Los Tigres Voladores.
Aquí el listado de las cinco primeras diputadas federales en la historia de México:
- Por el primer Distrito del Estado de Baja California, Aurora Jiménez de Palacios
- Marcelina Galindo Arce de Chiapas
- María Guadalupe Urzúa Flores de Jalisco
- Remedios Albertina Ezeta Uribe del Estado de México y
- Margarita García Flores, del Estado de Nuevo León